# Geographia Polonica
Geographia Polonica (viết tắt: Geogr. Pol.) là một tạp chí khoa học và công nghệ của Ba Lan, được xuất bản bởi Viện Địa lý và Tổ chức Không gian, Viện Hàn lâm Khoa học Ba Lan. Tạp chí là nơi công bố các lĩnh vực liên ngành, các bài báo về quy hoạch không gian, bảo vệ môi trường, sinh thái và các nghiên cứu xã hội và kinh tế được hiểu rộng rãi với các khía cạnh không gian cùng với các phần địa lý điển hình. Tạp chí xuất bản 1 năm 4 số bằng tiếng Anh và tiếng Ba Lan. Tất cả các bài báo trên tạp chí đều được truy cập miễn phí trên cơ sở Truy cập Mở (Open access).

## Mã số xuất bản
- ISSN: 0016-7282 (bản in)
- eISSN: 2300-7362 (bản điện tử)
- GICID: 71.0000.1500.0026
- DOI: 10.7163
- Nhà xuất bản: TViện Địa lý và Tổ chức Không gian, Viện Hàn lâm Khoa học Ba Lan.
- Nhóm chuyên môn: Địa lý, Địa vật lý

## Chỉ số ảnh hưởng
- Chỉ số SJR (Scimago Journal Rank) năm 2019: 0.294[2]
- Chỉ số SNIP (Source Normalized Impact per Paper) năm 2019: 0.904[2]
- Chỉ số Scopus CiteScore năm 2019: 1.9[2]
- Chỉ số H Index năm 2019: 16[3]
- Danh mục tạp chí SCIE năm 2019: Nhóm Q1[3]
- Chỉ số Index Copernicus năm 2017: 124.30
- Điểm công trình theo Bộ Khoa học và Giáo dục Đại học Ba Lan năm 2019: 40
- Geographia Polonica được lập chỉ mục trích dẫn khoa học ở các cơ sở dữ liệu: ICI Journals Master List / ICI World of Journals, Scopus, Worldcat, ISI Web of Science (WoS), PBN/POL-Index, ZBD, Ulrich's periodicals, Google Scholar[2]

## Ban biên tập
- Marek WIĘCKOWSKI (Tổng biên tập)
- Przemysław ŚLESZYŃSKI (Phó tổng biên tập)